# Gary Darling
Gary Darling, né en octobre 1957 à San Francisco, Californie, États-Unis, est un arbitre de la Ligue majeure de baseball.

## Biographie
Gary Darling est arbitre des Ligues majeures de baseball depuis 1988, d'abord uniquement en Ligue nationale puis dans les deux circuits (Nationale et Ligue américaine) lorsque les officiels des deux ligues se regroupent à la signature d'une nouvelle convention collective en 2000.
Darling fait partie des arbitres en chef des Ligues majeures de baseball (en anglais : crew chief), c'est-à-dire qu'en tant qu'arbitre plus expérimenté, il a des responsabilités de superviseurs sur ses collègues et un rôle de porte-parole auprès de la ligue.
Il est membre du groupe d'officiels en service durant la Série mondiale 2003, la Série mondiale 2010, les match des étoiles de 1993 et 2003, ainsi que dans de nombreuses parties de séries éliminatoires depuis 1992.
Comme arbitre, il porte le numéro de dossard 37.